# Exiliscelis californiensis
Exiliscelis californiensis är en tvåvingeart som beskrevs av Roger A. Hutson 1977. Exiliscelis californiensis ingår i släktet Exiliscelis och familjen reliktmyggor.
Artens utbredningsområde är Kalifornien. Inga underarter finns listade i Catalogue of Life.